# Куропалат
Куропалат (Kuropalates; Curopalates; ж.ф.: kouropalatissa; на гръцки: κουροπαλάτης, Kouropalates; от лат.: cura palatii, на бг.: управител на двореца) е висша византийска титла, придворен чин.
Тази титла е въведена през 5 век от император Юстиниан I и съществува до времето на Комнините през 12 век. Може да се сравни с титлата Майордом в Западна Европа.
През 552 г. Юстиниан I дава титлата на племенника си Юстин II и титлата става по важност след тези на Цезар и на Nobilissimus. Дава се обикновено на членове на императорската фамилия, но и на важни чуждестранни владетели, особено на царете в Кавказ.
От 580 до 1060 г. съществуват шестнадесет иверийски от 635 г. няколко арменски крале и принцове с титлата Kuropalates.
Отличителните белези на един Куропалат са червена туника, палто и колан и е обявяван лично от императора.
През 11 век и 12 век се дава като почетна титла на заслужили военачалници. Сменя се с титлата Protovestiarios (πρωτοβεστιάριος), отговарящ за императорските дрехи. Съществува до времето на Палеолозите и се e давала рядко.

## Носители на титлата през Византийската империя
- Юстин II, при чичо му Юстиниан I
- Бадуарий, при тъста му Юстин II
- Петър, брат на император Маврикий
- Доментциол, племенник на император Фока
- Теодор, брат на император Ираклий
- Артавазд, при император Лъв III Исавър
- Михаил, зет на император Никифор I
- Варда, чичо на и регент на Михаил III
- Лъв Фока, генерал и брат на император Никифор II Фока